# Solobacterium moorei
Espèce
Solobacterium moorei est une bactérie vivant dans les interstices entre les papilles de la langue. C'est une eubactérie Gram positif anaérobie obligatoire. Elle fut décrite en 2000 par Kageyama et Benno, qui l'isolèrent de fèces humaines.

## Implication dans l'halitose
En 2007, une équipe de chercheurs a mené une étude épidémiologique sur 13 sujets, dont huit étaient atteint d'halitose. Ils ont montré que S. moorei était présente sur la langue de ces huit derniers, mais pas chez les individus sains. En 2008, les mêmes chercheurs ont fait une autre étude impliquant 57 sujets, dont 21 avec l'halitose. Encore une fois, la bactérie était présente à la surface de la langue de 100 % des individus ayant mauvaise haleine, contre 14 % chez les autres. Dans le cadre de ce même projet, les scientifiques avaient mis en évidence la production de sulfure d'hydrogène (H2S) par cette bactérie en culture sur milieu FAA (Fastidious anaerobe agar). Cette dernière observation différait de celles faites par Kageyama et Benno (2000), qui n'avaient pas noté la production de ce composé volatil issu de la dégradation des protéines.
Récemment, en 2012, Tanabe et Grenier sont allés plus loin en caractérisant la production de H2S par S. moorei. Ils ont montré que cette bactérie peut être une importante contributrice à l'halitose, même si elle ne peut elle-même synthétiser le gaz à partir de protéines. La raison est qu'elle ne produit pas toutes les protéases nécessaires, et qu'elle a besoin de la présence d'autres micro-organismes pour couper les protéines. Elle pourra ensuite transformer ces fragments en différents produits métaboliques, dont le sulfure d'hydrogène. Les auteurs de l'étude suggèrent que Porphyromonas gingivalis pourrait être la complice, puisqu'elle est connue pour produire des enzymes protéolytiques (p. ex. Arg-gingipain) et vit aussi, entre autres surfaces de l'intérieur de la bouche, sur la langue.